# 쏘스뮤직
쏘스뮤직(SOURCE MUSIC)은 대한민국의 연예 기획사이다. 2009년 11월 소성진 대표가 설립한 엔터테인먼트 회사로, 2012년에 하이브와 함께 걸 그룹 글램을 데뷔시키는 등 각 회사 소속 아티스트들의 매니지먼트와 제작분야에서 지속적으로 협업해 왔다.
2019년 7월 29일, 하이브에 인수되면서 하이브의 하위 레이블이 되었다. 빅히트는 "최근 쏘스뮤직의 지분 인수 계약을 완료해 빅히트 자회사로 편입할 것"이라며 "쏘스뮤직은 기존 경영진을 유임해 레이블의 색깔과 독립성을 유지해 운영할 계획"이라고 밝혔다. 소성진 대표는 "쏘스뮤직이 빅히트 레이블에 합류하게 되어 기쁘다. 소속 아티스트 및 연습생, 구성원 모두에게 여러 면에서 도약의 기회라고 생각한다"며 "빅히트가 빠르게 글로벌 아티스트를 만들어 낸 역량은 쏘스뮤직에게 든든한 배경이 될 것으로 기대한다. 빅히트와 유기적 관계를 통해 팬분들에게 더 좋은 콘텐츠로 보답하겠다"고 밝혔다.

## 소속 연예인
| 소속 연예인 | 직업   | 구성원                                 | 리더   | 데뷔                | 이전 구성원 |
| ----------- | ------ | -------------------------------------- | ------ | ------------------- | ----------- |
| LE SSERAFIM | 아이돌 | 사쿠라, 김채원, 허윤진, 카즈하, 홍은채 | 김채원 | 2022년 《FEARLESS》 | 김가람      |

## 전 소속 연예인
| 소속 연예인 | 직업        | 리더   | 구성원                             | 이전 구성원 | 데뷔                               |
| ----------- | ----------- | ------ | ---------------------------------- | ----------- | ---------------------------------- |
| 8eight      | 혼성 그룹   | 이현   | 이현, 백찬, 주희                   | -           | 2007년 《The First》               |
| 글램        | 아이돌      | 박지연 | 박지연, ZINNI, 다희, 미소          | TRINITY     | 2012년 〈Party (XXO)〉             |
| 이든 비츠   | 가수/작곡가 | -      | J.Rise, Eden                       | -           | 2012년 《Eden Beatz》              |
| MIO         | 가수/작곡가 | -      | 장정우, 이정욱, 류생환             | -           | 2014년 〈집을 사야해〉             |
| 간미연      | 가수        | -      | 간미연                             | -           | 1997년 베이비복스 《머리 하는 날》 |
| 여자친구    | 아이돌      | 소원   | 소원, 예린, 은하, 유주, 신비, 엄지 | -           | 2015년 《Season of Glass》         |
| 김가람      | 가수        | -      | 김가람                             | -           | 2022년 LE SSERAFIM 《FEARLESS》    |

## 임원 및 소속 직원
| 이름   | 직함                    | 비고                                      |
| ------ | ----------------------- | ----------------------------------------- |
| 소성진 | 대표이사, 총괄 프로듀서 | 쏘스뮤직 창립자                           |
| 노주환 | 작곡가, 프로듀서        | 전 맵스엔터테인먼트 소속, 2018년 1월 계약 |
| 이원종 | 작곡가, 프로듀서        | 전 도로시컴퍼니 소속                      |

## 사건사고
여자친구는 본래 7인조 걸 그룹으로 기획되었으나, 김 모 연습생이 계약을 위반하고 무단으로 이탈하였다. 또 이소율은 데뷔조에 속하여 있다가 탈퇴하였으며, 나중에 다이아의 제니로 데뷔하였다. 이후 쏘스뮤직에서는 은하를 추가하여 여자친구를 6인조로 데뷔시켰다.
2021년 5월 22일 갑작스럽게
여자친구의 해체와 계약종료를 발표했다.

## 같이 보기
- 여자친구 (음악 그룹)
- HYBE